# Liparetrus luridipennis
Liparetrus luridipennis är en skalbaggsart som beskrevs av Macleay 1886. Liparetrus luridipennis ingår i släktet Liparetrus och familjen Melolonthidae. Inga underarter finns listade i Catalogue of Life.